# Représentations diplomatiques de l'Irlande

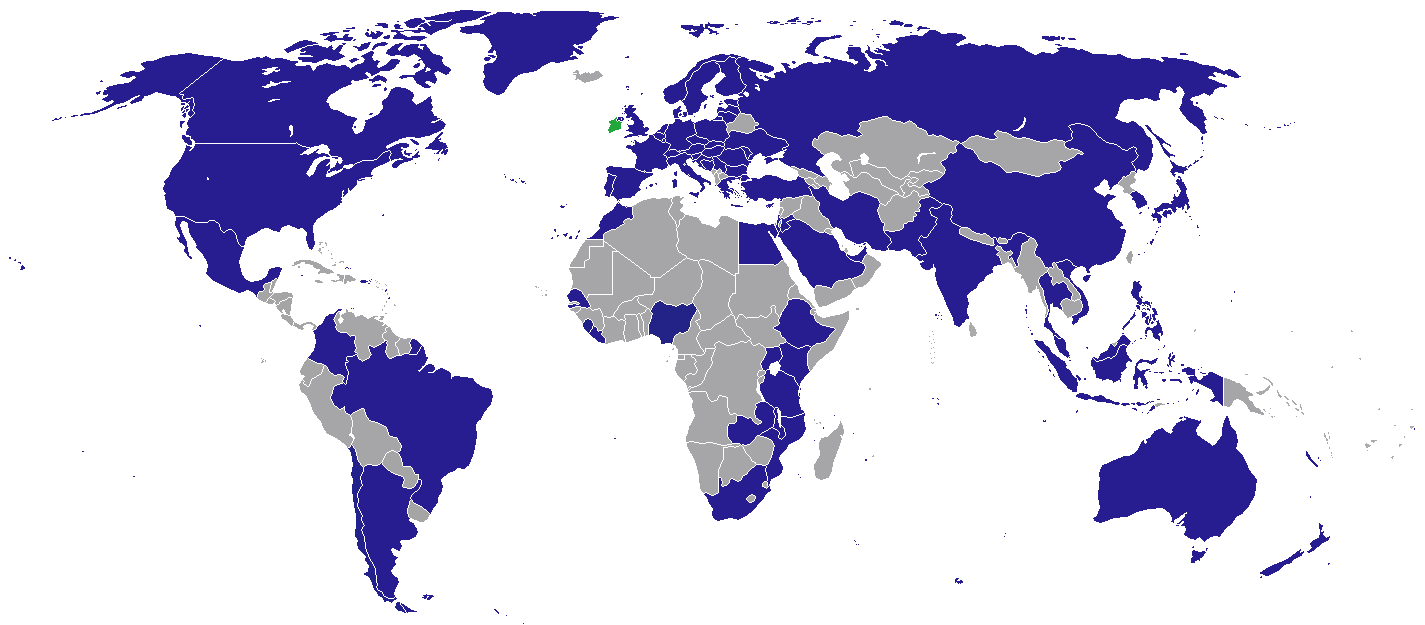
Représentations diplomatiques de l'Irlande.

Voici les représentations diplomatiques de l'Irlande à l'étranger :

## Afrique
- Afrique du Sud
  - Pretoria (ambassade)
  - Le Cap (bureau de liaison)
- Égypte
  - Le Caire (ambassade)
- Éthiopie
  - Addis-Abeba (ambassade)
- Kenya
  - Nairobi (ambassade)
- Liberia
  - Monrovia (ambassade)
- Malawi
  - Lilongwe (ambassade)
- Maroc
  - Rabat (ambassade)
- Mozambique
  - Maputo (ambassade)
- Nigeria
  - Abuja (ambassade)
- Ouganda
  - Kampala (ambassade)
- Sénégal
  - Dakar (ambassade)
- Sierra Leone
  - Freetown (ambassade)
- Tanzanie
  - Dar es Salaam (ambassade)
- Zambie
  - Lusaka (ambassade)

## Amérique
- Argentine
  - Buenos Aires (ambassade)
- Brésil
  - Brasília (ambassade)
  - São Paulo (consulat général)
- Canada
  - Ottawa (ambassade)
  - Toronto (consulat général)
  - Vancouver (consulat général)
- Chili
  - Santiago (ambassade)
- Colombie
  - Bogotá (ambassade)
- États-Unis
  - Washington (ambassade)
  - Atlanta (consulat général)
  - Austin (consulat général)
  - Boston (consulat général)
  - Chicago (consulat général)
  - Los Angeles (consulat général)
  - Miami (consulat général)
  - New York (consulat général)
  - San Francisco (consulat général)
- Mexique
  - Mexico (ambassade)

## Asie
- Arabie saoudite
  - Riyad (ambassade)
- Chine
  - Pékin (ambassade)
  - Hong Kong (consulat général)
  - Shanghai (consulat général)
- Corée du Sud
  - Séoul (ambassade)
- Émirats arabes unis
  - Abou Dabi (ambassade)
- Inde
  - New Delhi (ambassade)
  - Bombay (consulat général)
- Indonésie
  - Jakarta (ambassade)
- Iran
  - Téhéran (ambassade)
- Israël
  - Tel Aviv (ambassade)
- Japon
  - Tokyo (ambassade)
- Jordanie
  - Amman (ambassade)
- Malaisie
  - Kuala Lumpur (ambassade)
- Pakistan
  - Islamabad (ambassade)
- Palestine
  - Ramallah (bureau de représentation)
- Philippines
  - Manila (ambassade)
- Singapour
  - Singapour (ambassade)
- Thaïlande
  - Bangkok (ambassade)
- Turquie
  - Ankara (ambassade)
- Viêt Nam
  - Hanoï (ambassade)

## Europe
- Allemagne
  - Berlin (ambassade)
  - Francfort-sur-le-Main (consulat général)
  - Munich (consulat général)
- Autriche
  - Vienne (ambassade)
- Belgique
  - Bruxelles (ambassade)
- Bulgarie
  - Sofia (ambassade)
- Chypre
  - Nicosie (ambassade)
- Croatie
  - Zagreb (ambassade)
- Danemark
  - Copenhague (ambassade)
- Espagne
  - Madrid (ambassade)
- Estonie
  - Tallinn (ambassade)
- Finlande
  - Helsinki (ambassade)
- France
  - Paris (ambassade)
  - Lyon (consulat général)
- Grèce
  - Athènes (ambassade)
- Hongrie
  - Budapest (ambassade)
- Italie
  - Rome (ambassade)
  - Milan (consulat général)
- Lettonie
  - Riga (ambassade)
- Lituanie
  - Vilnius (ambassade)
- Luxembourg
  - Luxembourg (ambassade)
- Malte
  - La Vallette (ambassade)
- Norvège
  - Oslo (ambassade)
- Pays-Bas
  - La Haye (ambassade)
- Pologne
  - Varsovie (ambassade)
- Portugal
  - Lisbonne (ambassade)
- République tchèque
  - Prague (ambassade)
- Roumanie
  - Bucarest (ambassade)
- Royaume-Uni
  - Londres (ambassade)
  - Cardiff (consulat général)
  - Édimbourg (consulat général)
  - Manchester (consulat général)
- Russie
  - Moscou (ambassade)
- Slovaquie
  - Bratislava (ambassade)
- Slovénie
  - Ljubljana (ambassade)
- Suède
  - Stockholm (ambassade)
- Suisse
  - Berne (ambassade)
- Ukraine
  - Kiev (ambassade)
- Vatican
  - Rome (ambassade)

## Océanie
- Australie
  - Canberra (ambassade)
  - Sydney (consulat général)
- Nouvelle-Zélande
  - Wellington (ambassade)

## Organisations internationales
- Bruxelles  (mission permanente auprès de l'Union européenne)
- Genève  (mission permanente auprès de l'Organisation des Nations unies)
- New York (mission permanente auprès de l'Organisation des Nations unies)
- Paris (mission permanente auprès de l'UNESCO)
- Rome (mission permanente auprès de l'Organisation des Nations unies pour l'alimentation et l'agriculture)
- Vienne (mission permanente auprès de l'Organisation des Nations unies)

## Galerie

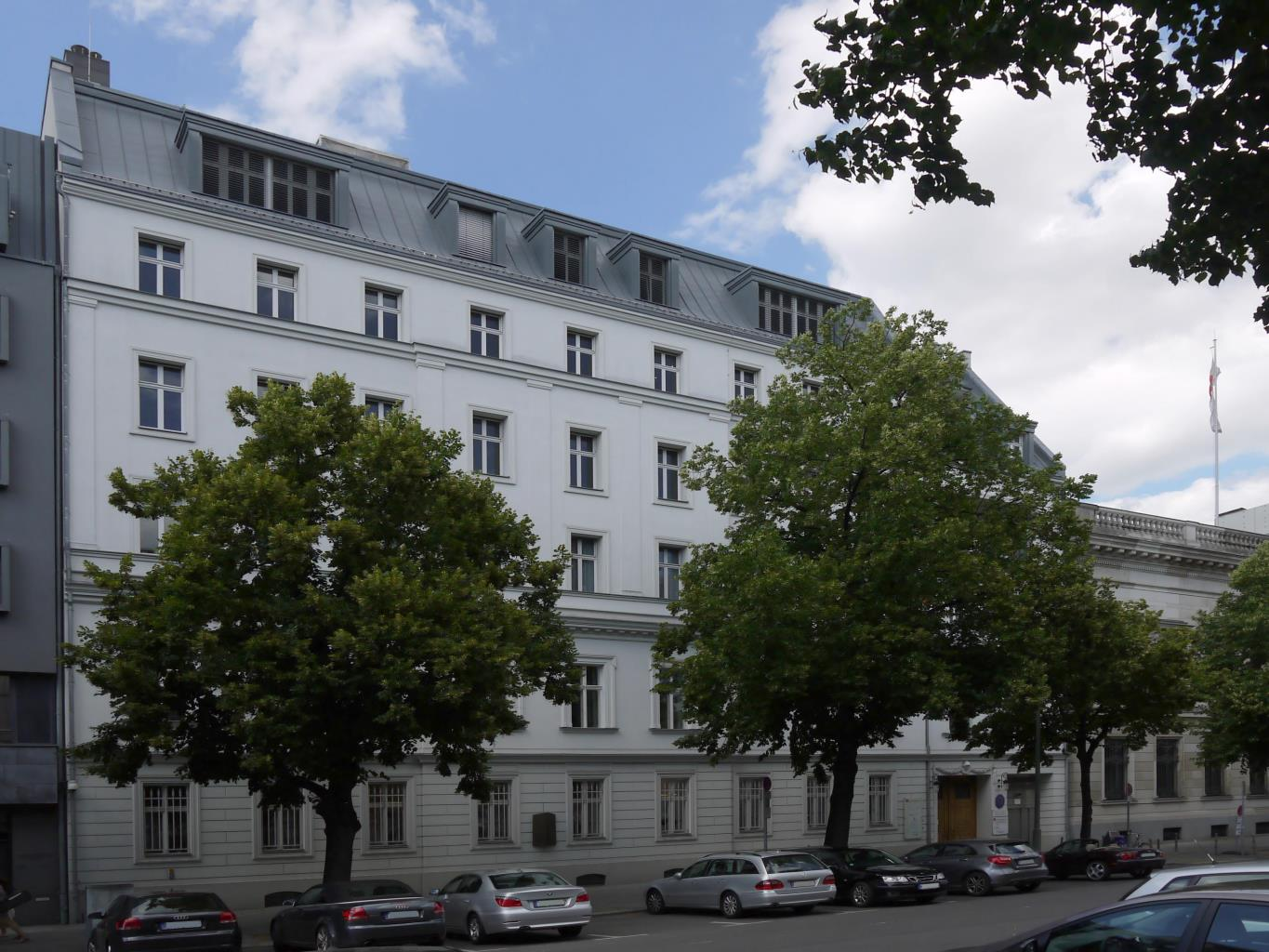
Ambassade à Berlin.
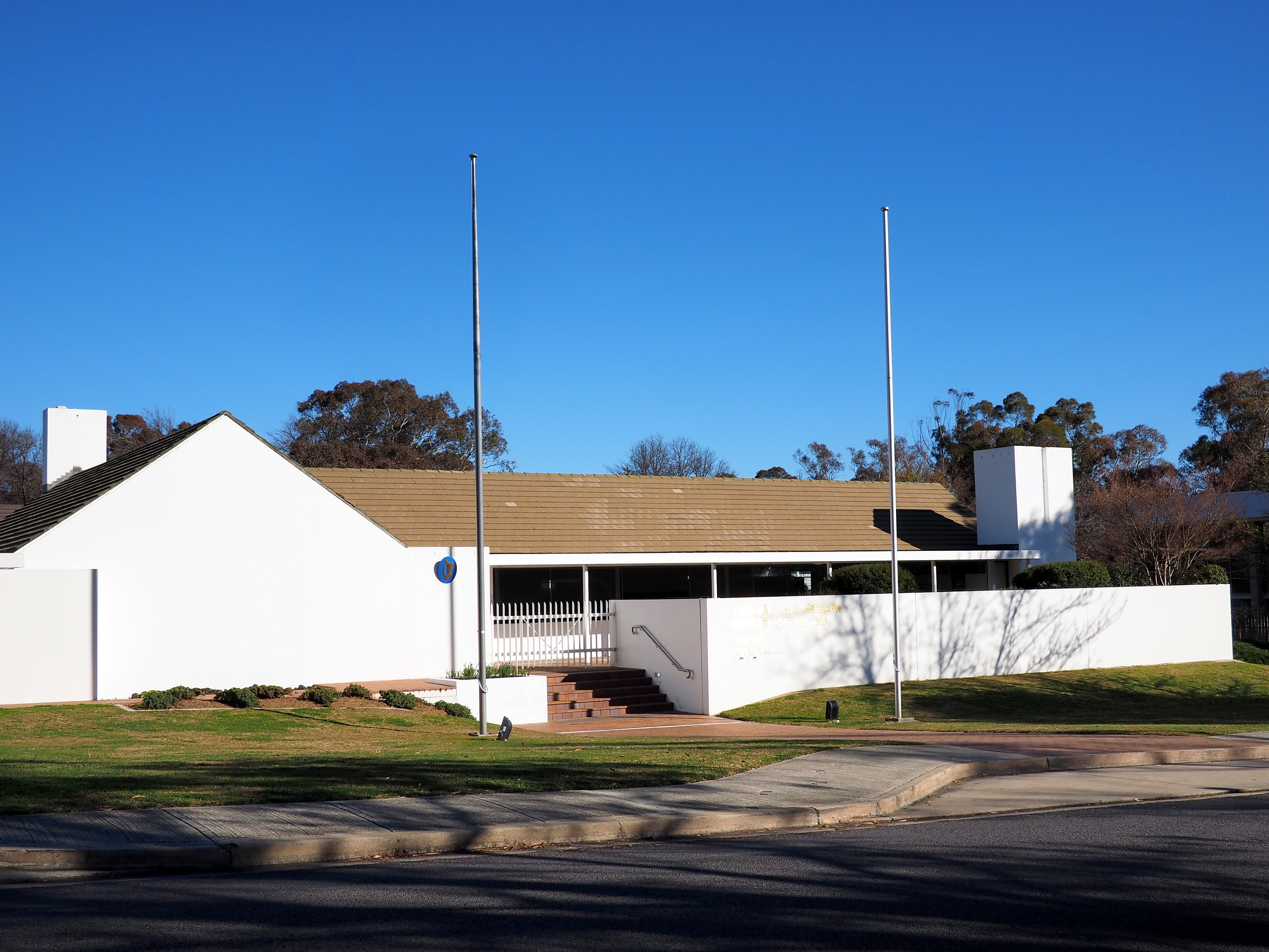
Ambassade à Canberra.
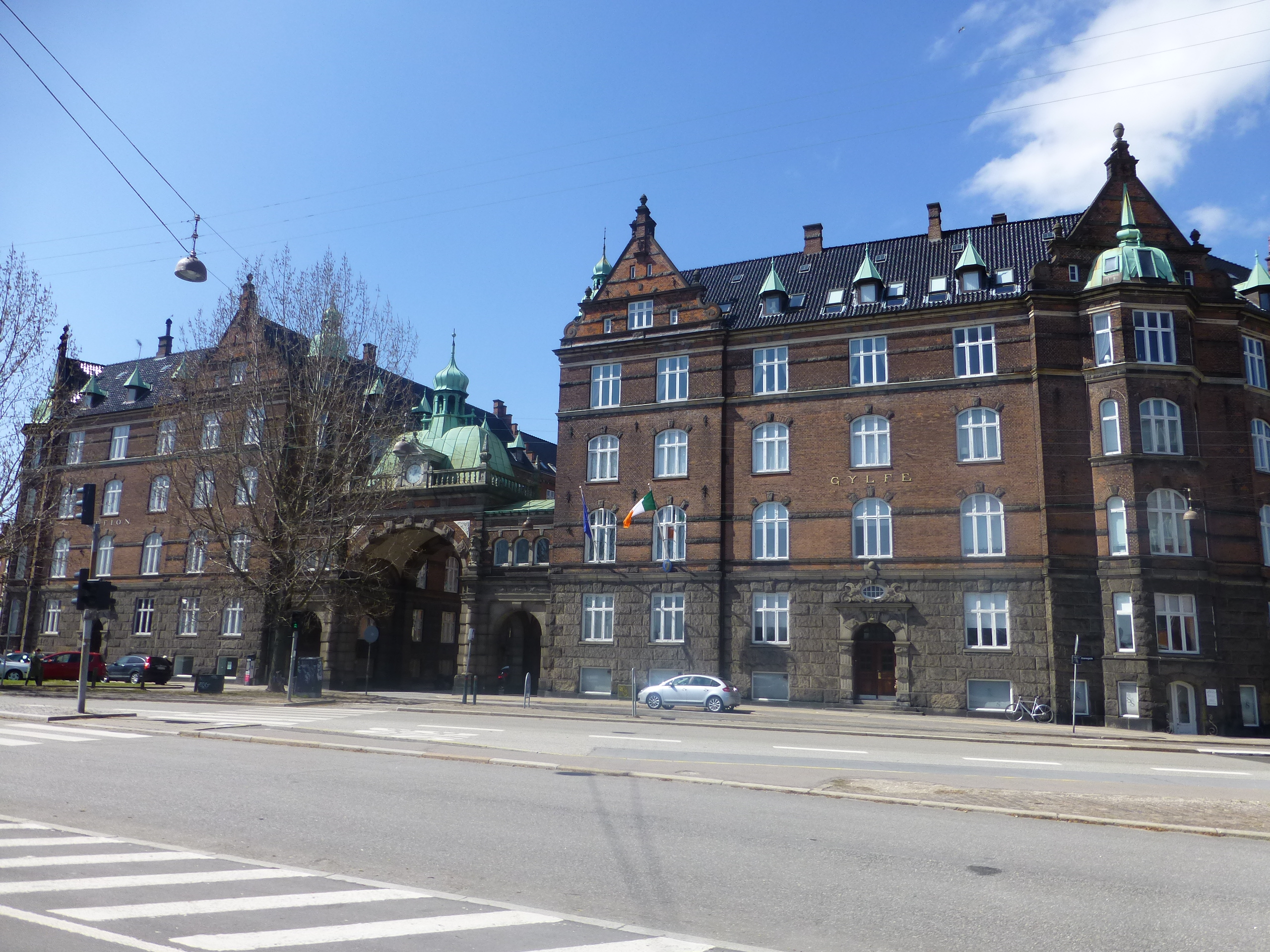
Ambassade à Copenhague.
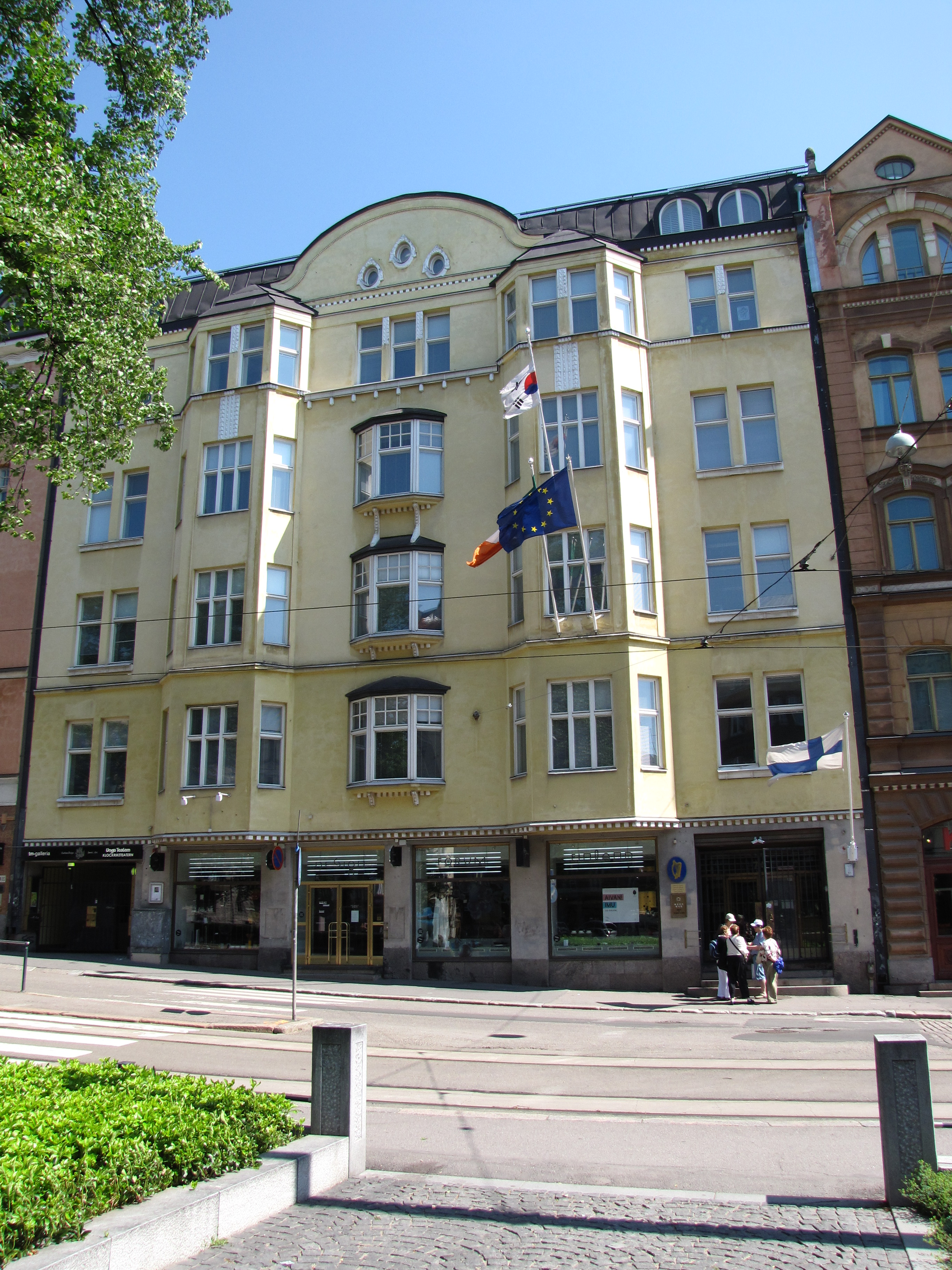
Ambassade à Helsinki.
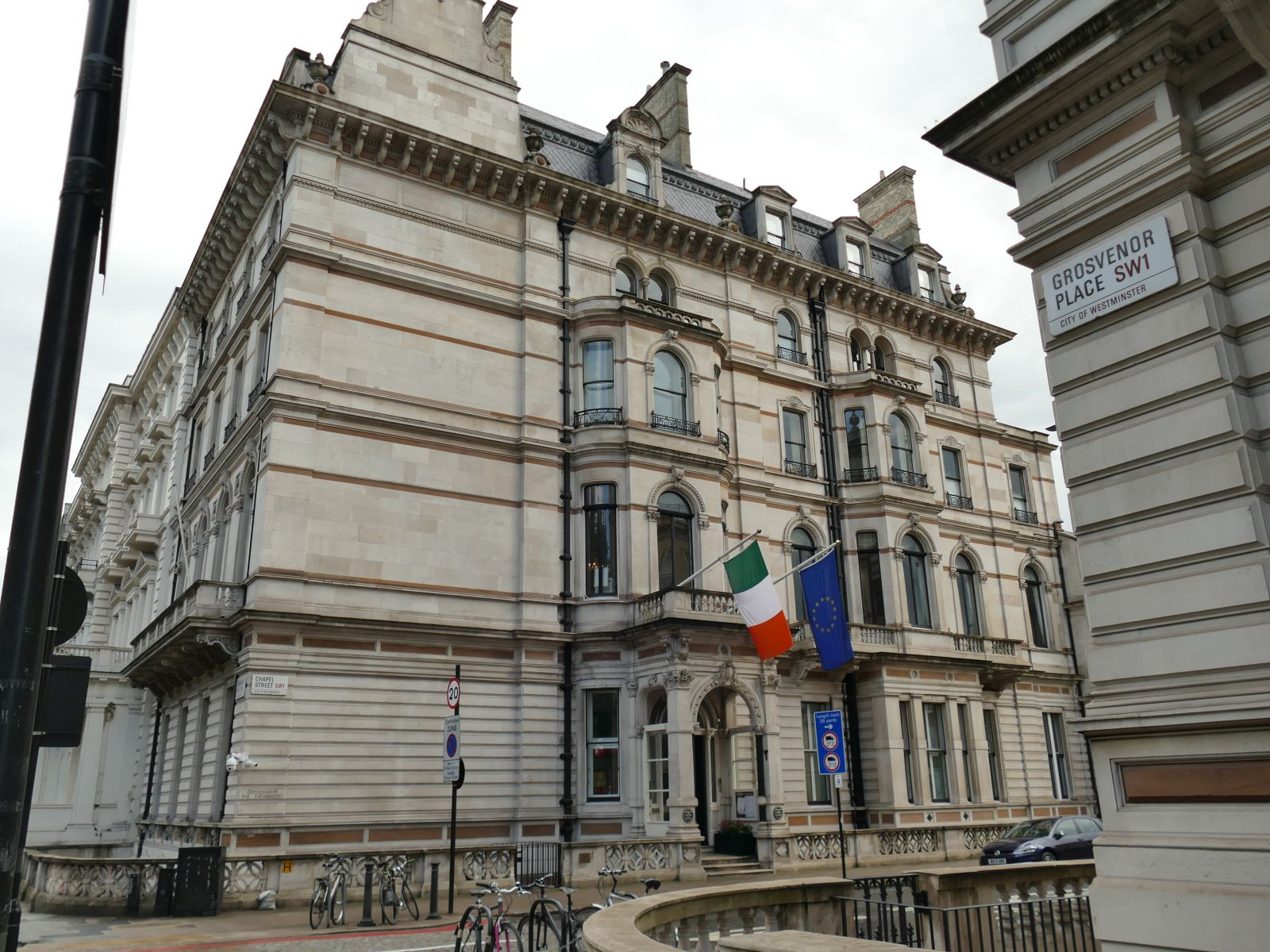
Ambassade à Londres.
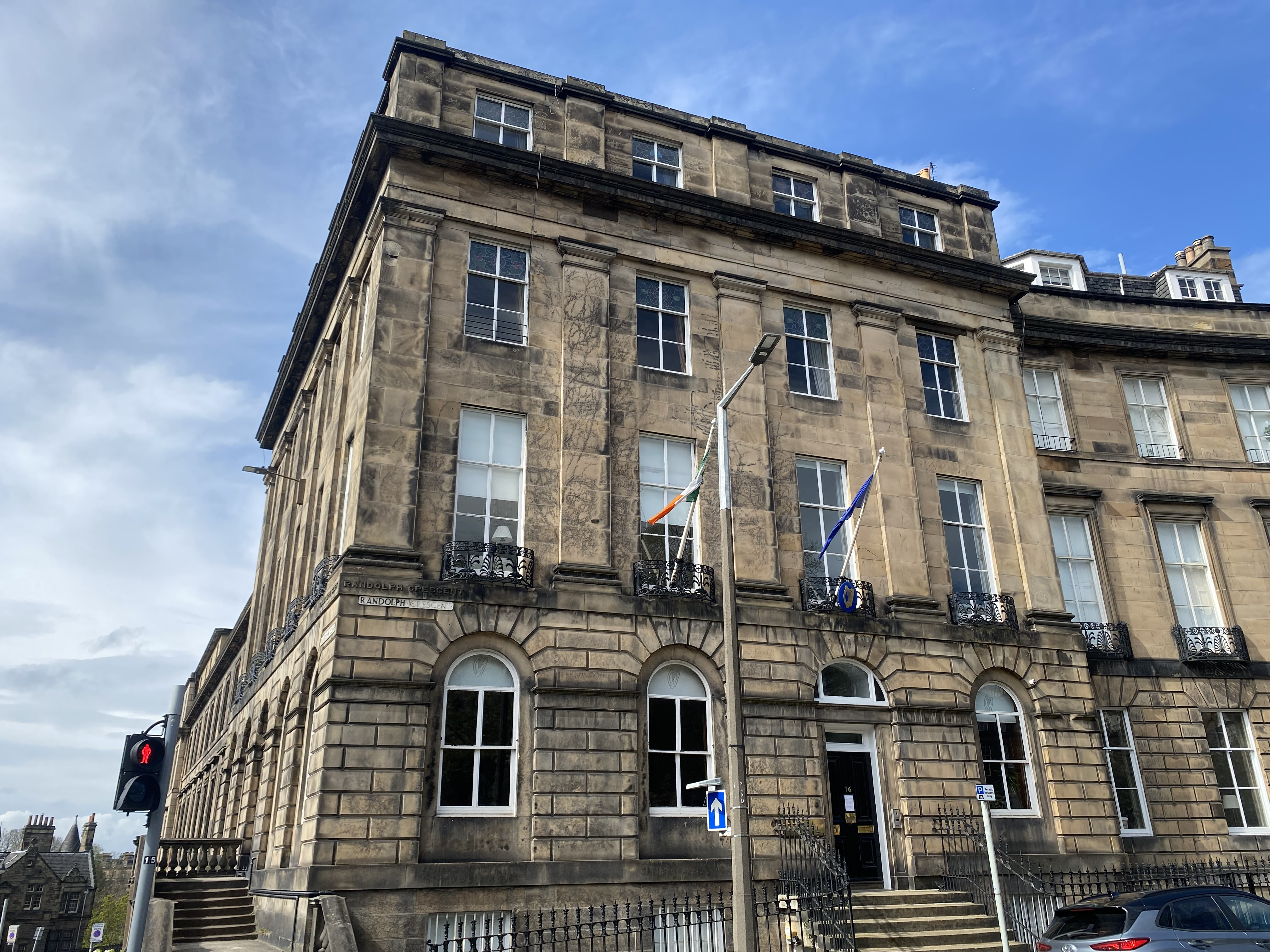
Consulat général à Édimbourg.
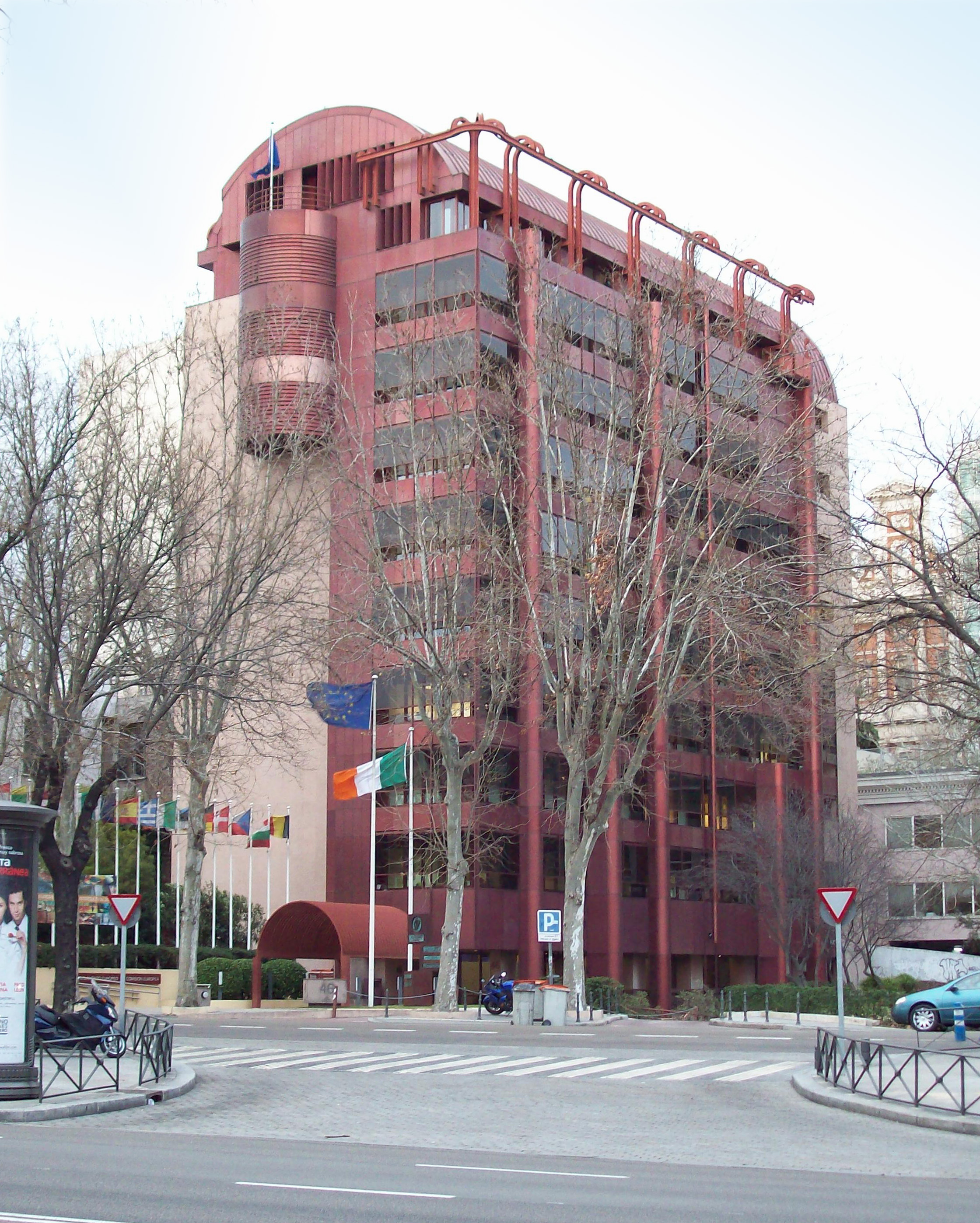
Ambassade à Madrid.
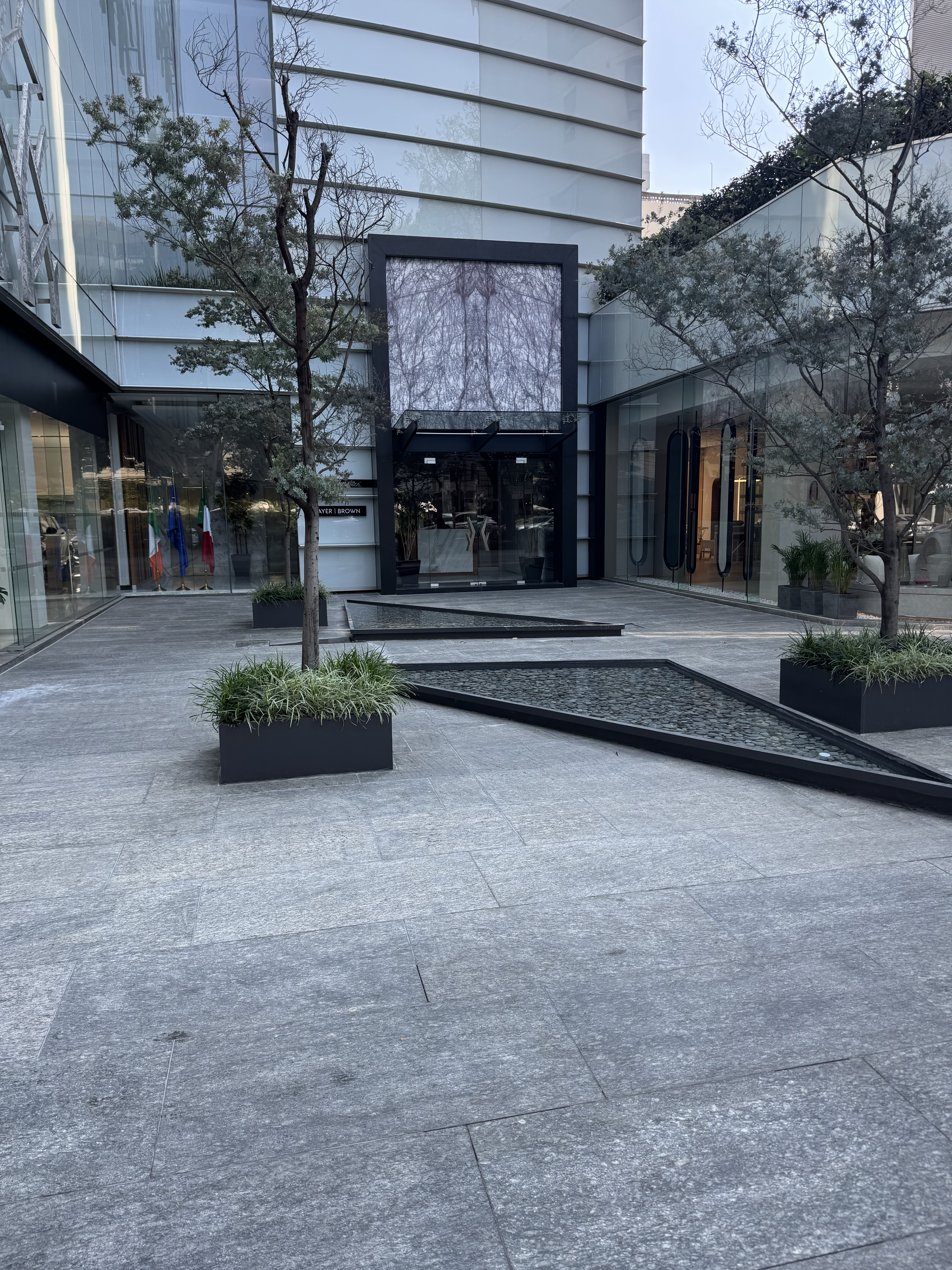
Ambassade à Mexico.
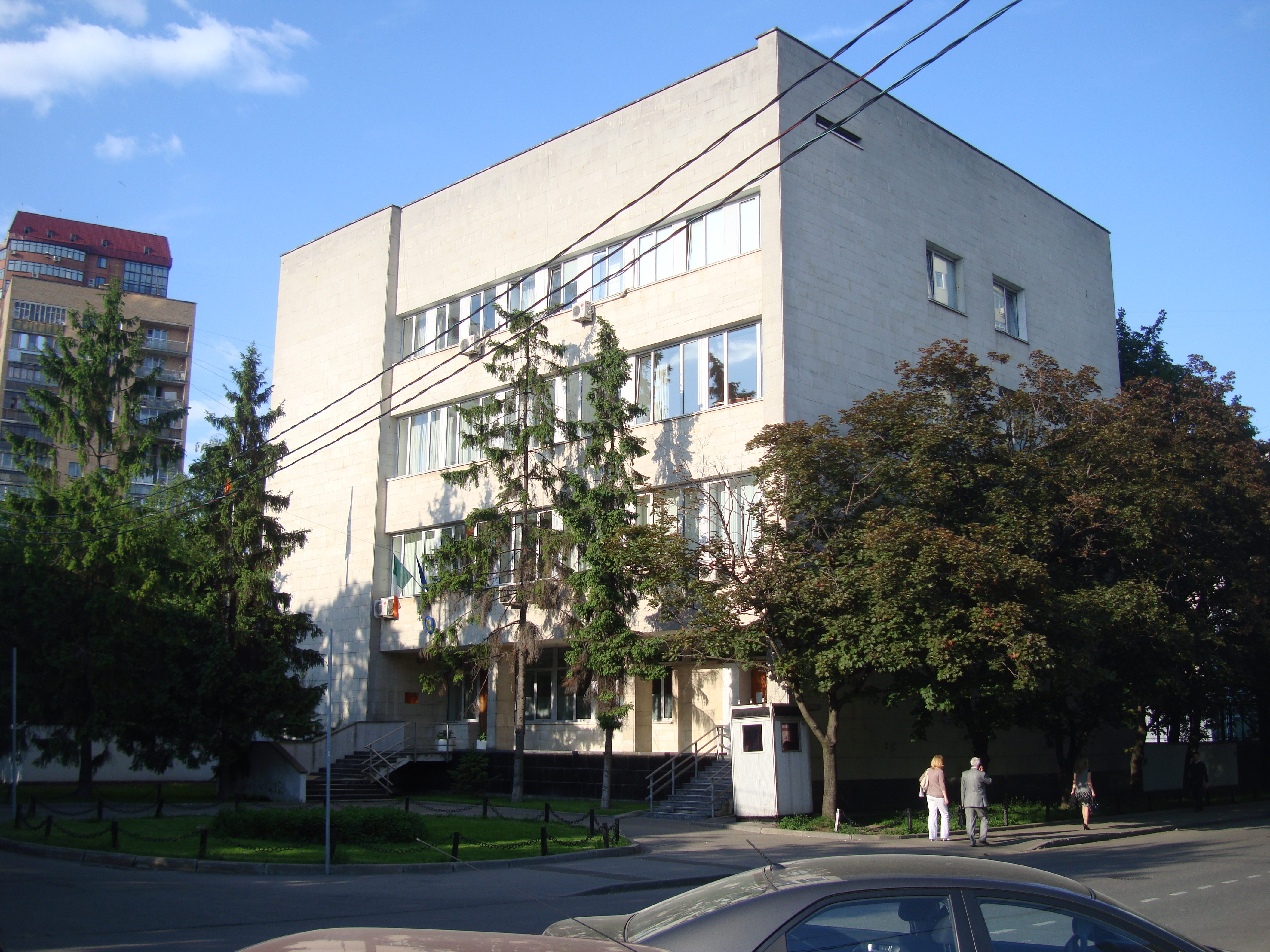
Ambassade à Moscou.
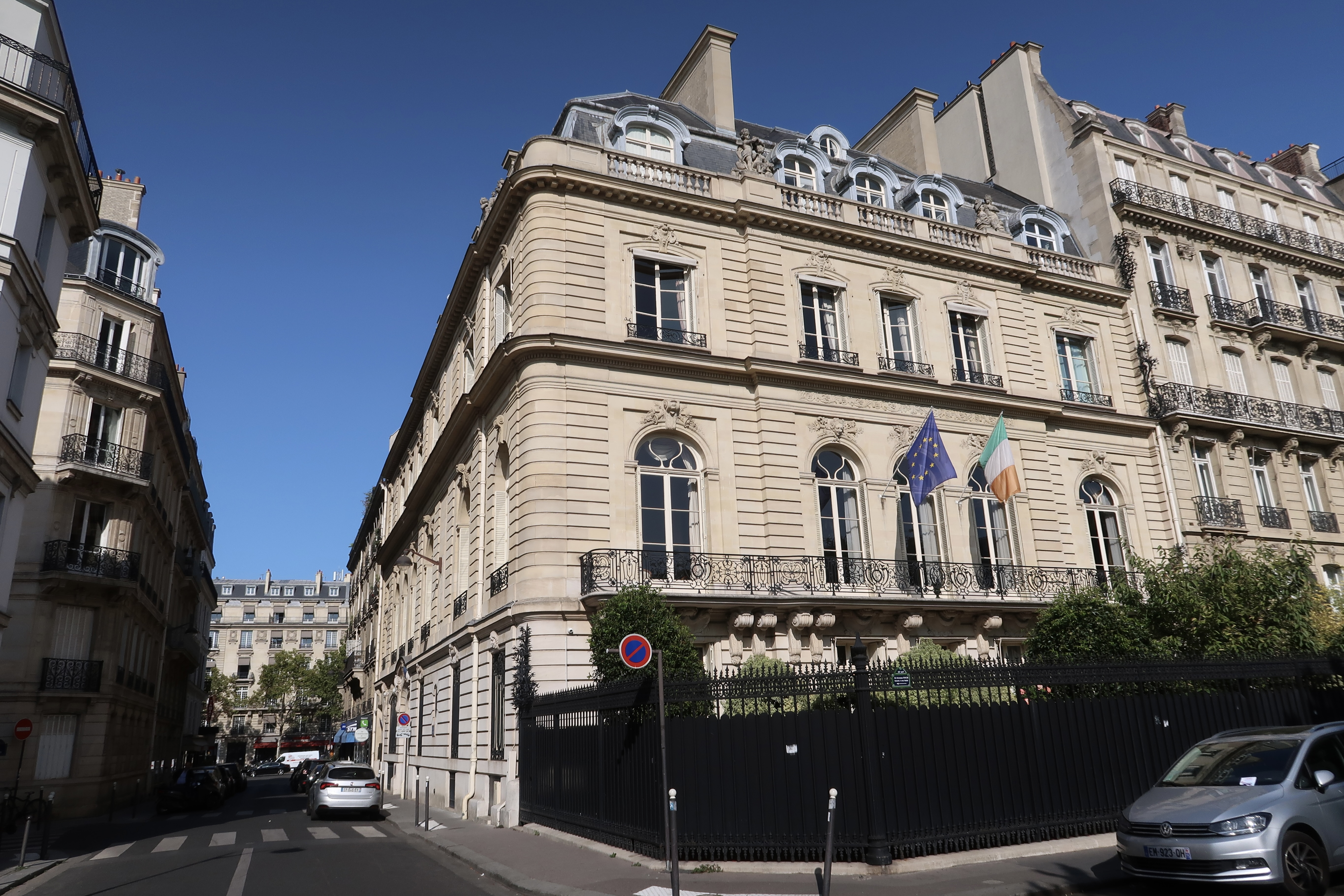
Ambassade à Paris.
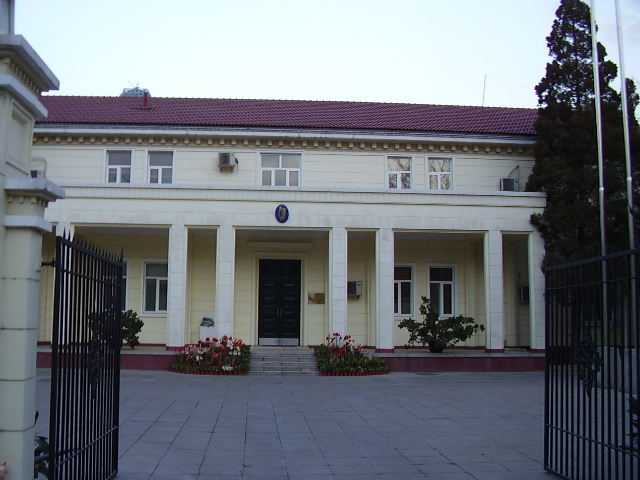
Ambassade à Pékin.
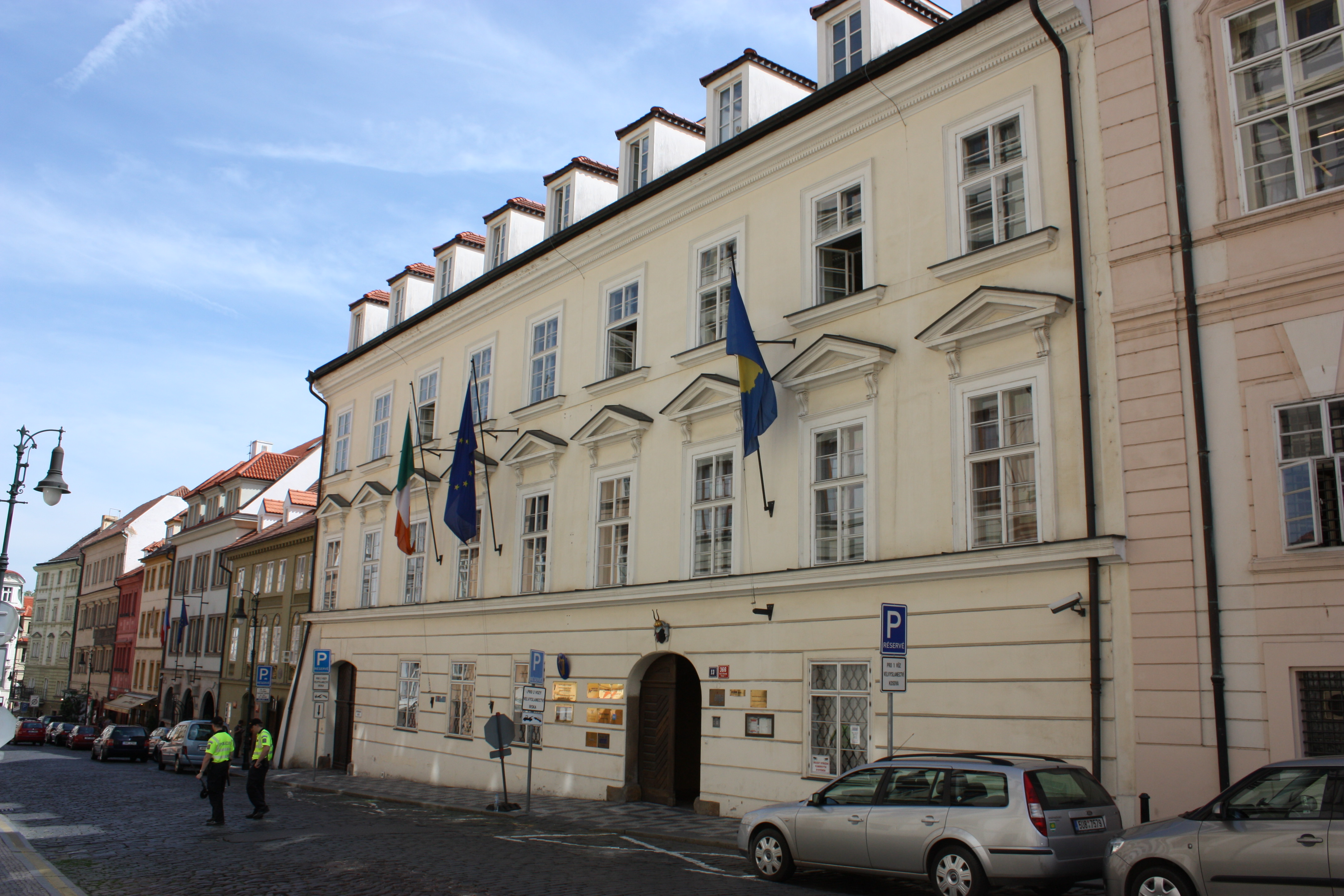
Ambassade à Prague.
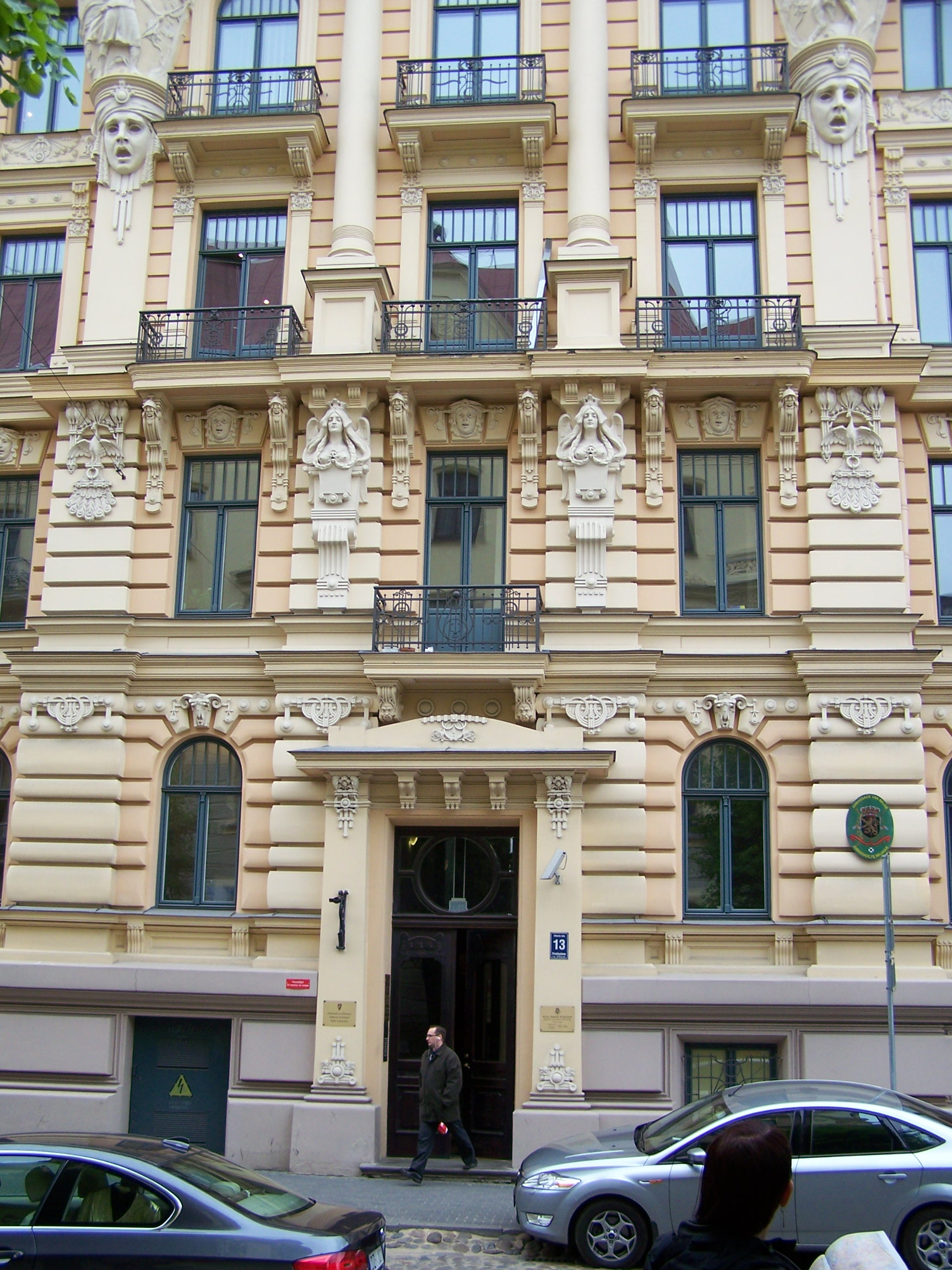
Ambassade à Riga.
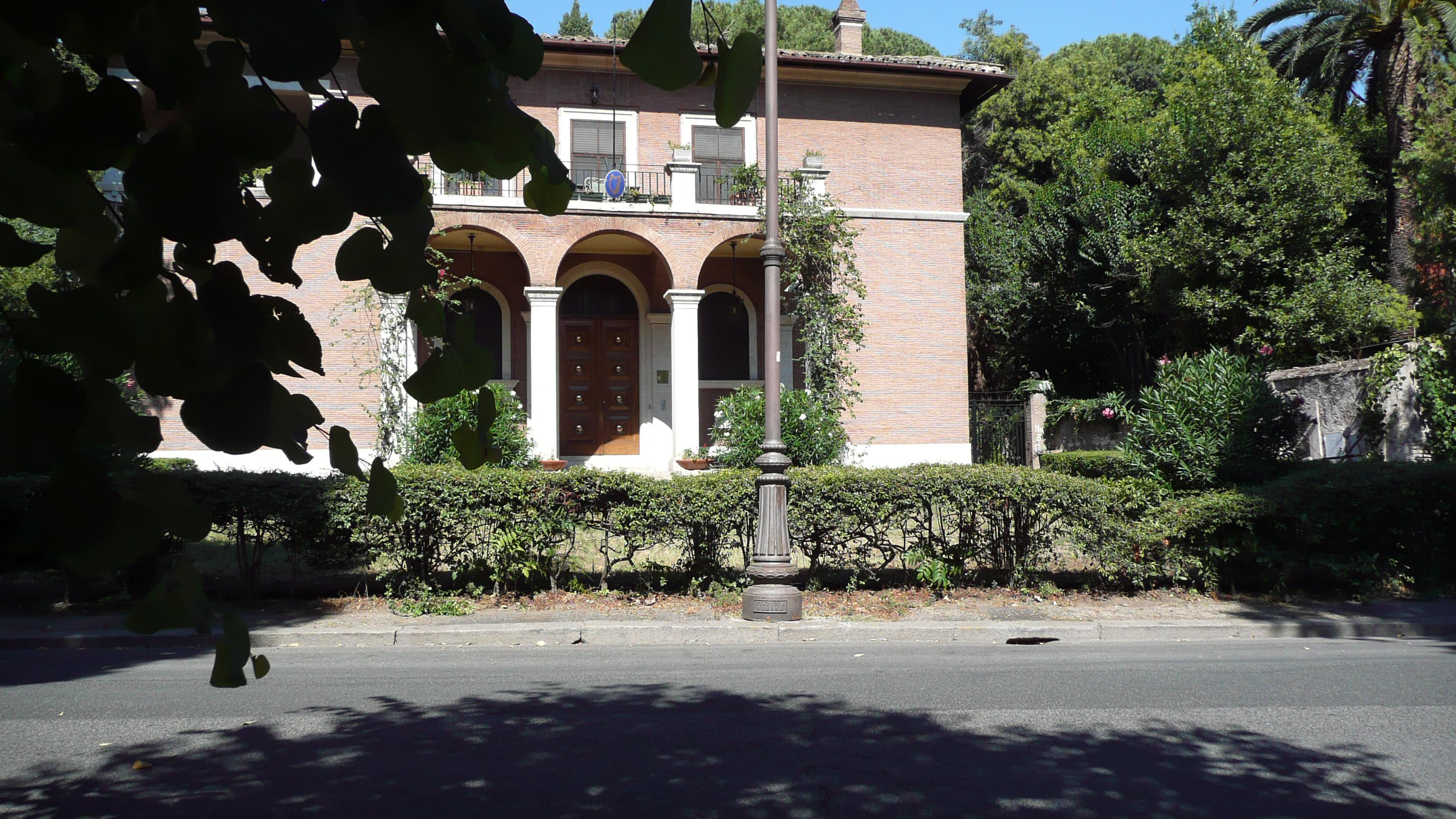
Ambassade à Rome.
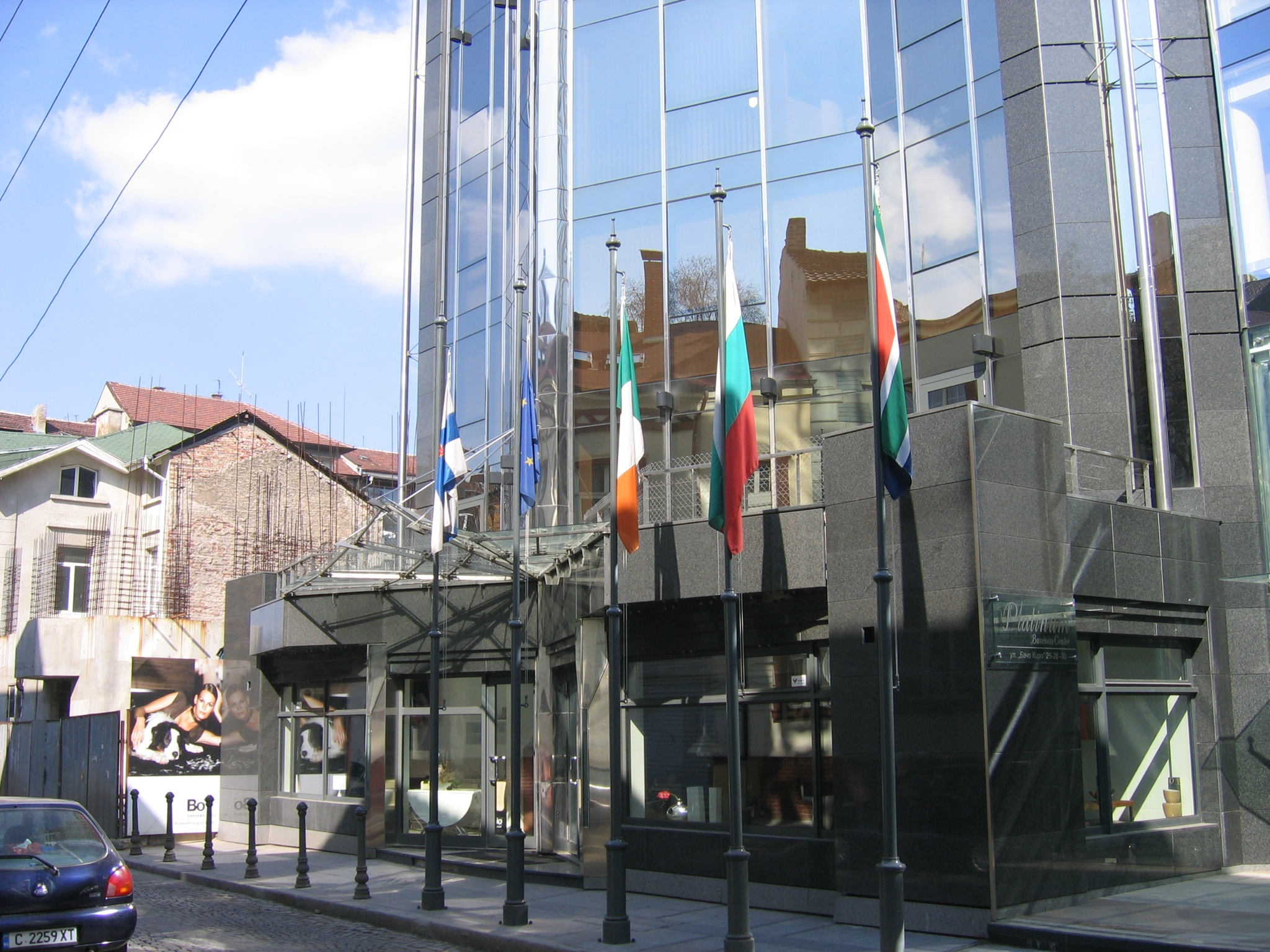
Ambassade à Sofia.
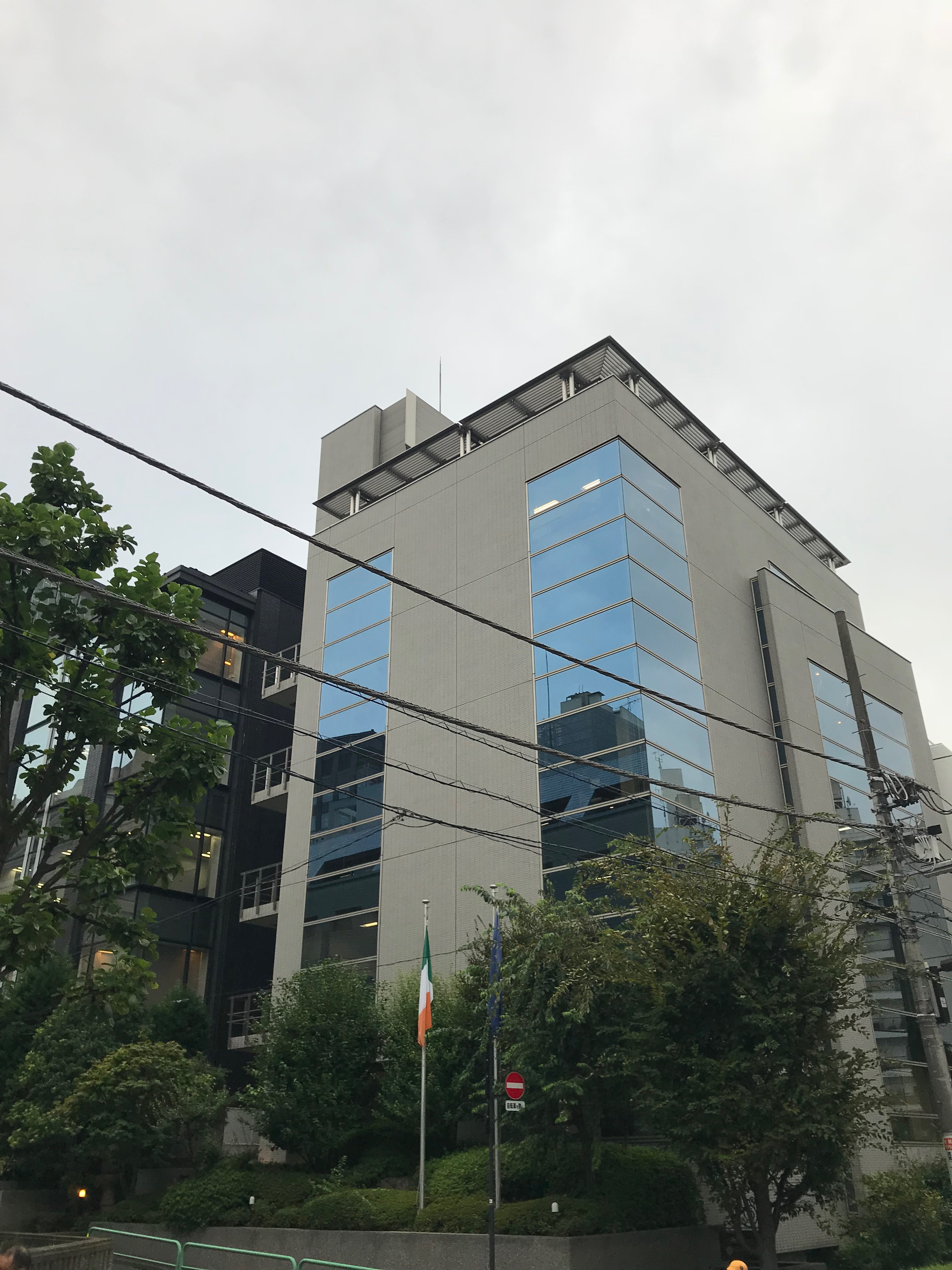
Ambassade à Tokyo.
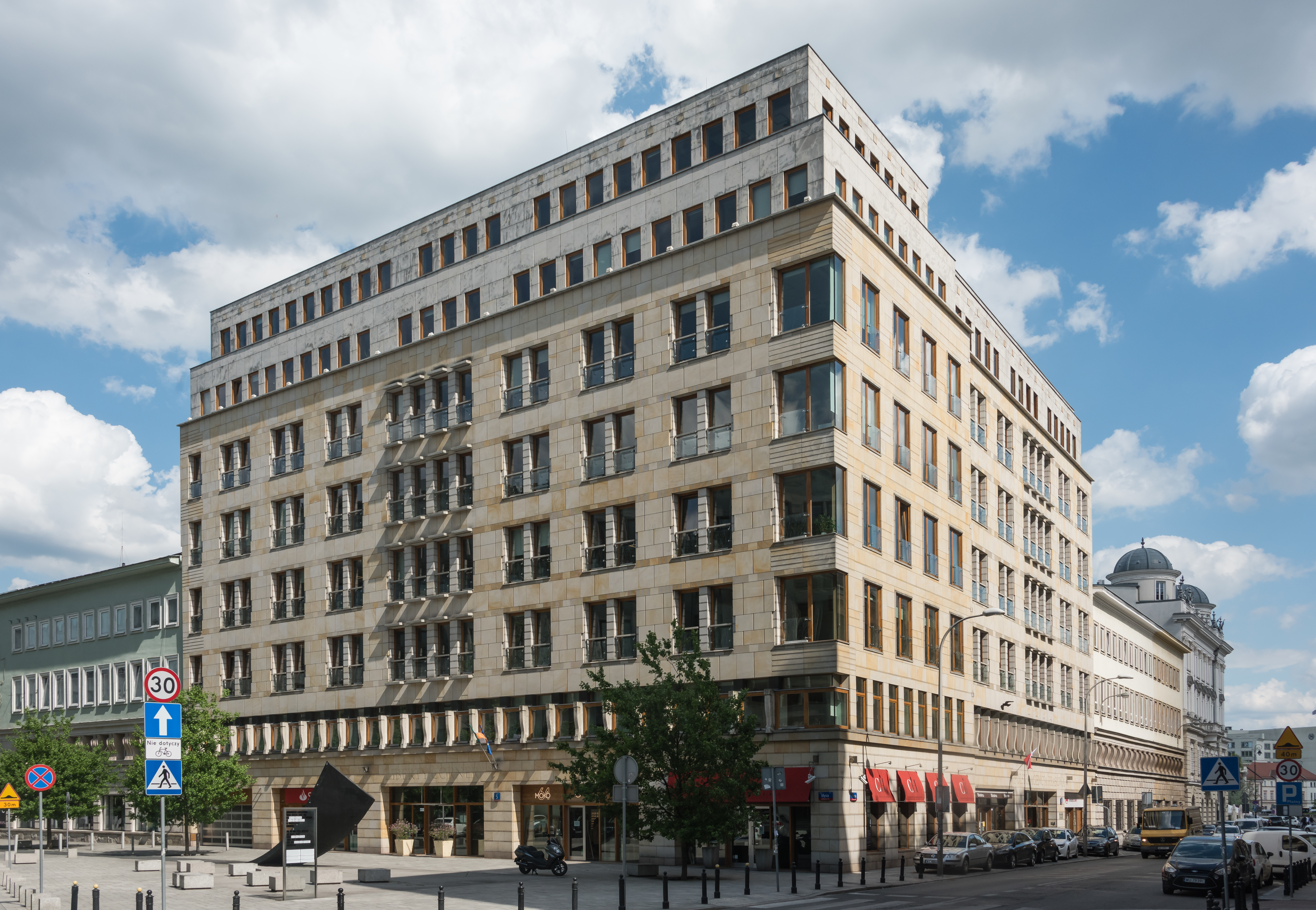
Ambassade à Varsovie.
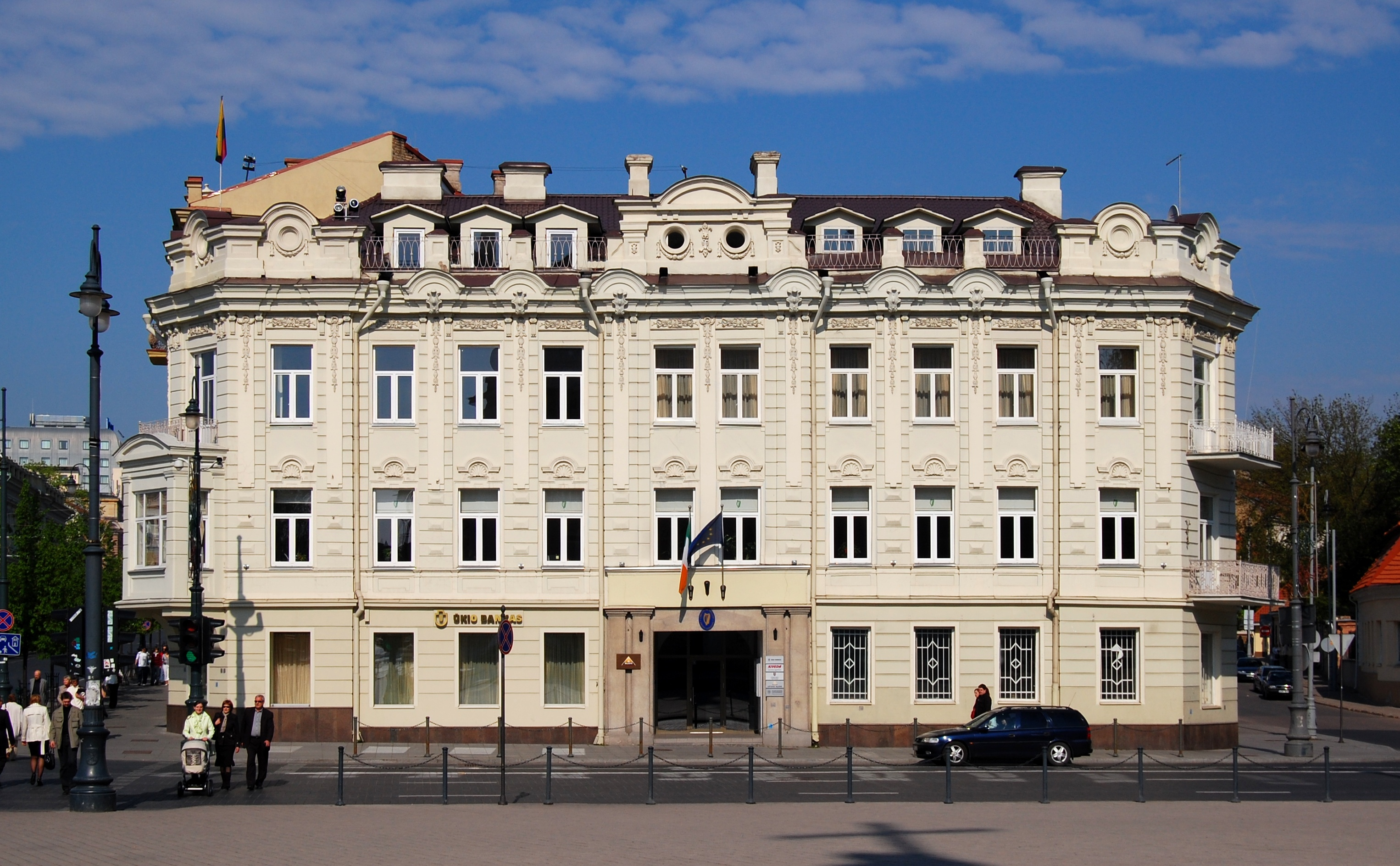
Ambassade à Vilnius.
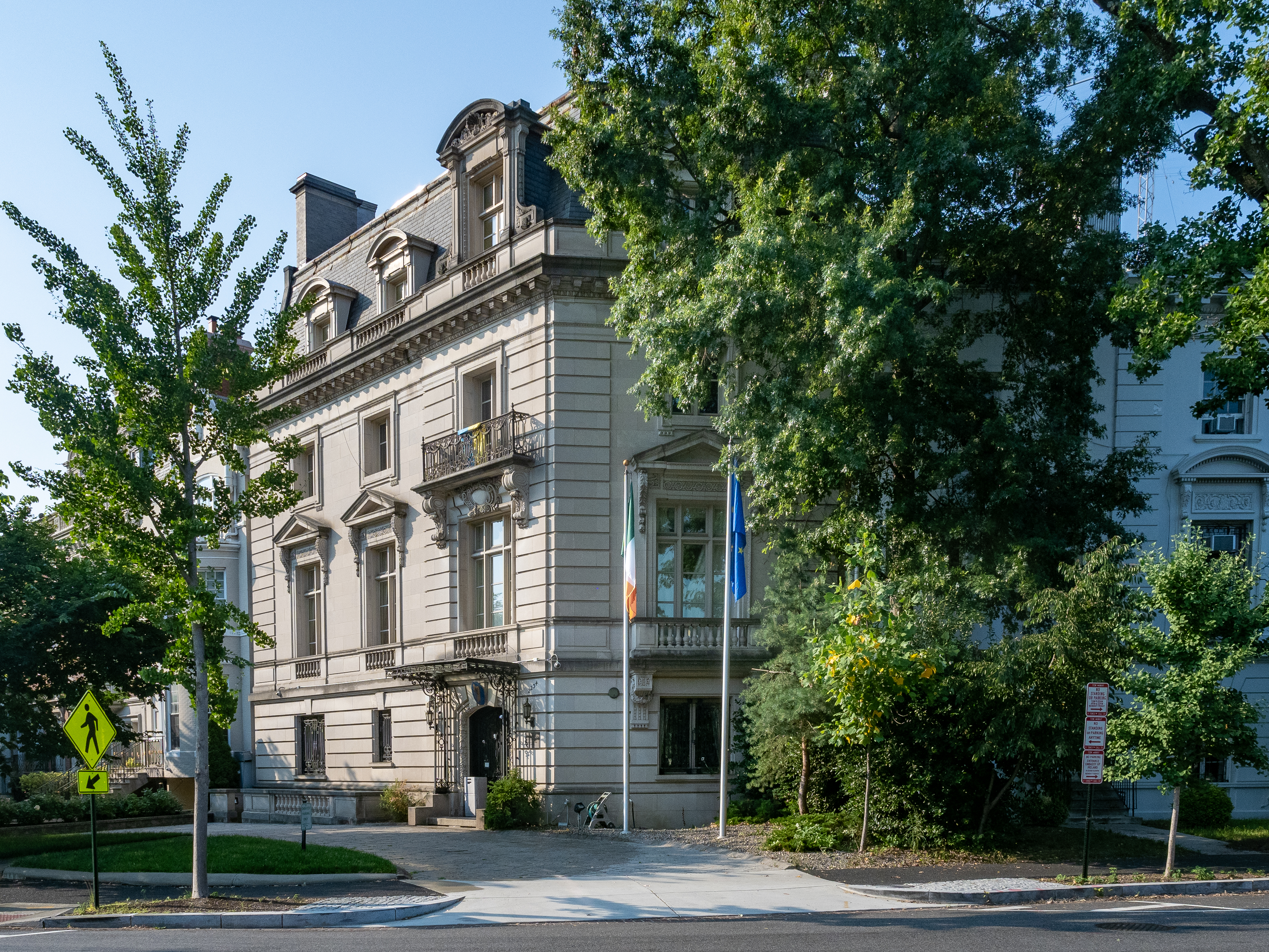
Ambassade à Washington.